# Grzegorz Bronowicki
Grzegorz Bronowicki (* 4. August 1980 in Jaszczów, Polen) ist ein ehemaliger polnischer Fußballspieler. 

## Vereinskarriere
Grzegorz Bronowicki verbrachte fast seine ganze Karriere bei Górnik Łęczna in Polen, abgesehen von einer Saison beim damaligen Drittligisten Lewart Lubartów. 2006 wechselte er zu Legia Warschau. Hier avancierte er zum Spieler der polnischen Nationalmannschaft. 2007 wechselte er für 1 Million Euro nach Serbien zu FK Roter Stern Belgrad. Jedoch wurde er in Serbien immer wieder vom Verletzungspech verfolgt und brachte es in 2 Jahren lediglich auf 13 Ligaeinsätze. Zur Saison 2009/2010 kehrte er nach Polen zurück und unterschrieb beim Zweitligisten Górnik Łęczna. Hier fand er wieder zu guter Form zurück und wurde im Juli 2010 von Ruch Chorzów verpflichtet wo er wieder in der Ekstraklasa, der höchsten polnischen Spielklasse spielt. Nach der Saison 2010/2011 und 8 Ligaspielen für Ruch beendete Grzegorz Bronowicki seine aktive Karriere. Nach einer 1,5-jährigen Auszeit, unterschrieb er Anfang 2013 einen Vertrag mit dem polnischen Drittligisten Motor Lublin, wo er bis 2014 spielte. Nach einem Jahre Pause war er noch für die beiden Amateurklubs Klub Strzelecki Lubin und JKS 1909 Jarosław aktiv und beendete dann seine Karriere.

## Nationalmannschaft
Er bestritt fast alle Qualifikationsspiele für die EM 2008 in Österreich und der Schweiz, wurde aber von Trainer Leo Beenhakker kurz vor dem Turnier aussortiert. Sein letztes Länderspiel absolvierte er am 26. Mai 2008 in Reutlingen gegen Mazedonien (1:1).

## Erfolge
- Polnischer Meister: 2006

## Familie
Sein jüngerer Bruder Piotr (* 1981) war ebenfalls Fußballprofi und spielte unter anderem für Górnik Łęczna, Legia Warschau und Piast Gliwice.